# Área metropolitana de Albacete
El área metropolitana de Albacete se encuentra al sureste de la península ibérica en torno a su ciudad principal: Albacete. Está formada por la capital albaceteña y otros catorce municipios circundantes de la provincia de Albacete. Es la mayor área metropolitana de la comunidad autónoma de Castilla-La Mancha.
Al encontrarse en un periodo de estudio su constitución como ente local, actualmente puede considerarse en un sentido conceptual, como fenómeno demográfico, constituido por la aglomeración que trasciende a un conjunto de municipios colindantes, con Albacete como cabecera, que desbordada en su espacio territorial inicial, constituido por su término municipal, y que se extiende hacia fuera para generar una nueva realidad urbana, susceptible de diversas valoraciones e interpretaciones.

## Evolución

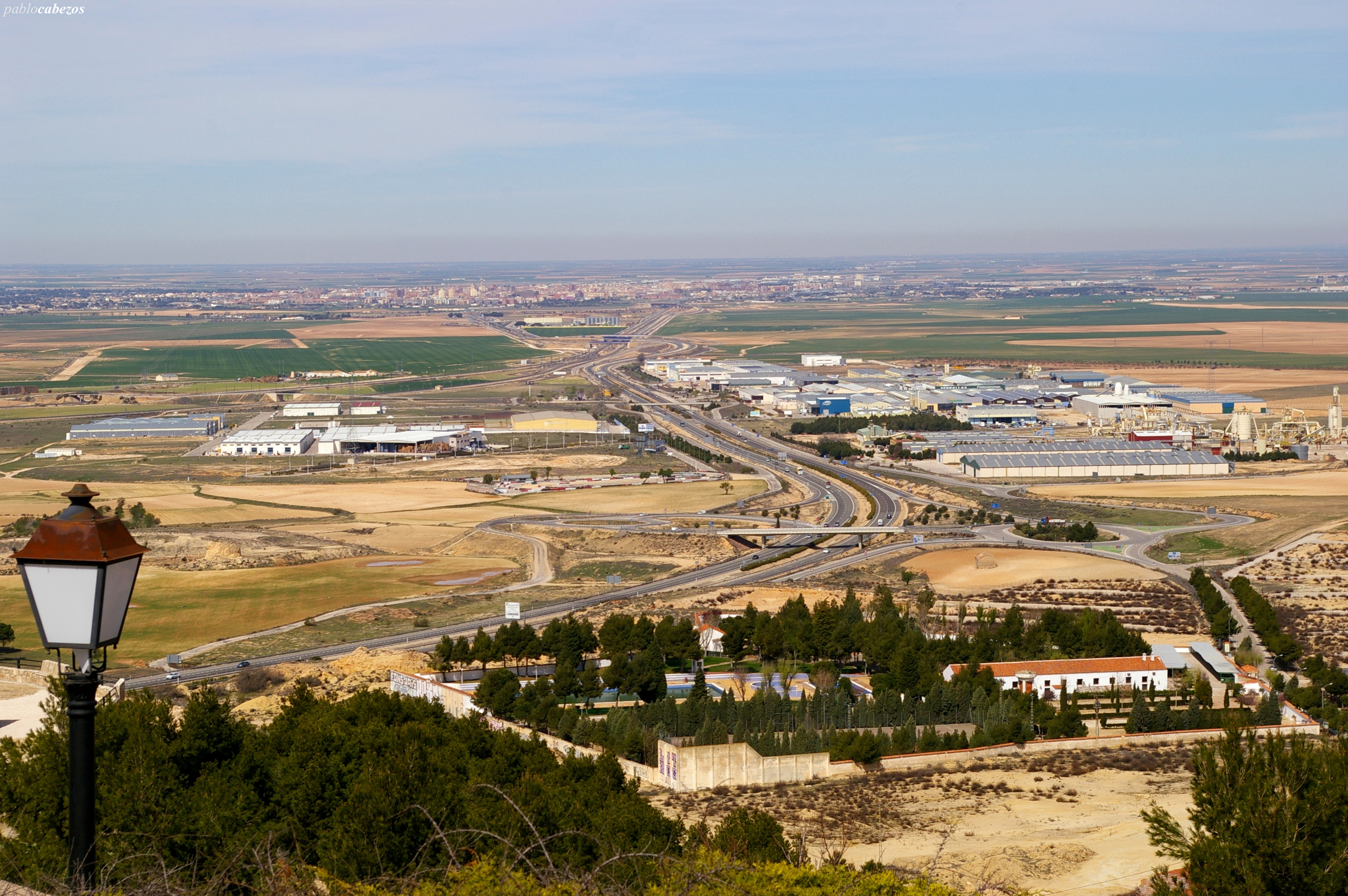
Vista del área metropolitana de Albacete. En la imagen se aprecia el corredor entre Albacete y Chinchilla de Montearagón.

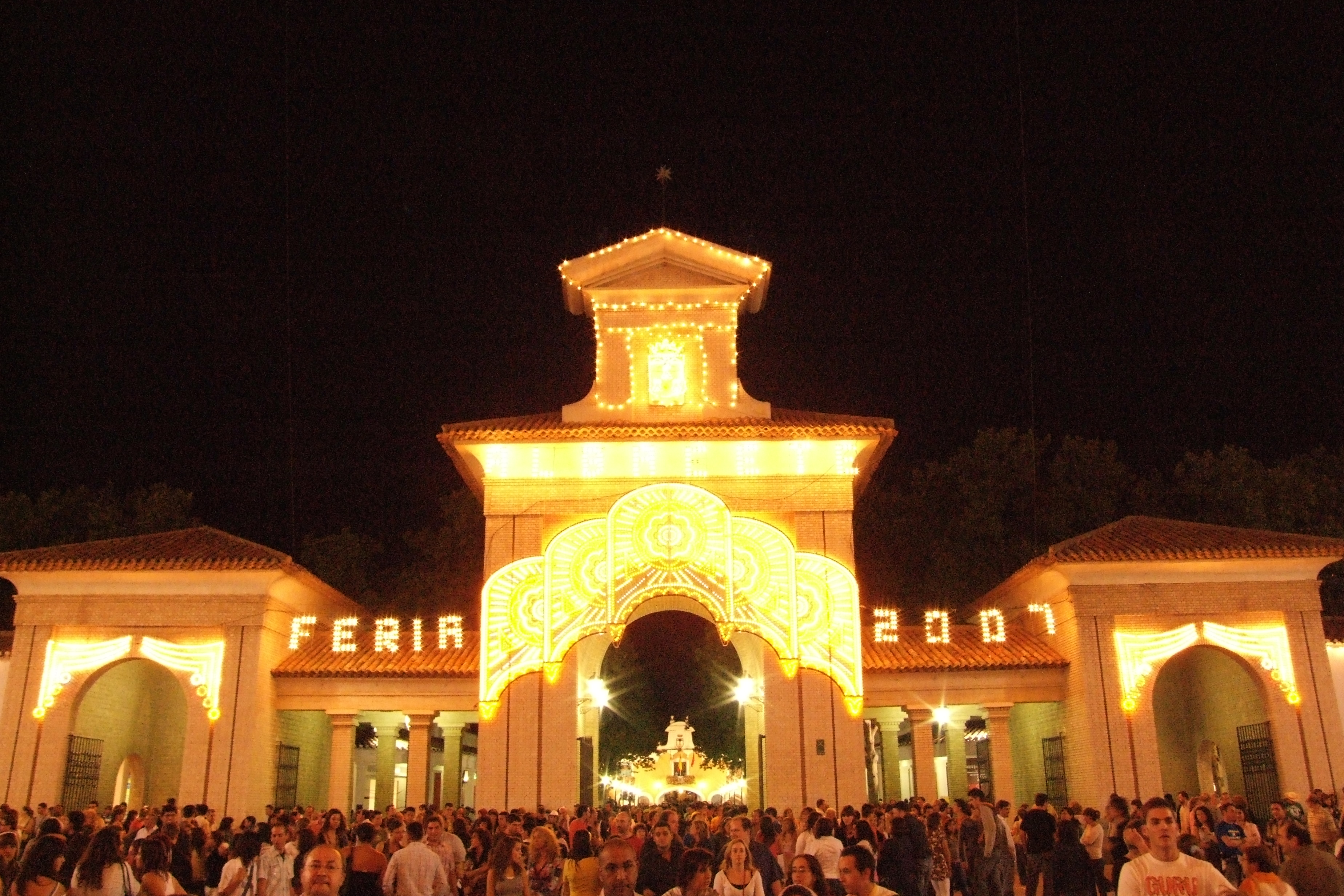
Puerta de Hierros de Albacete

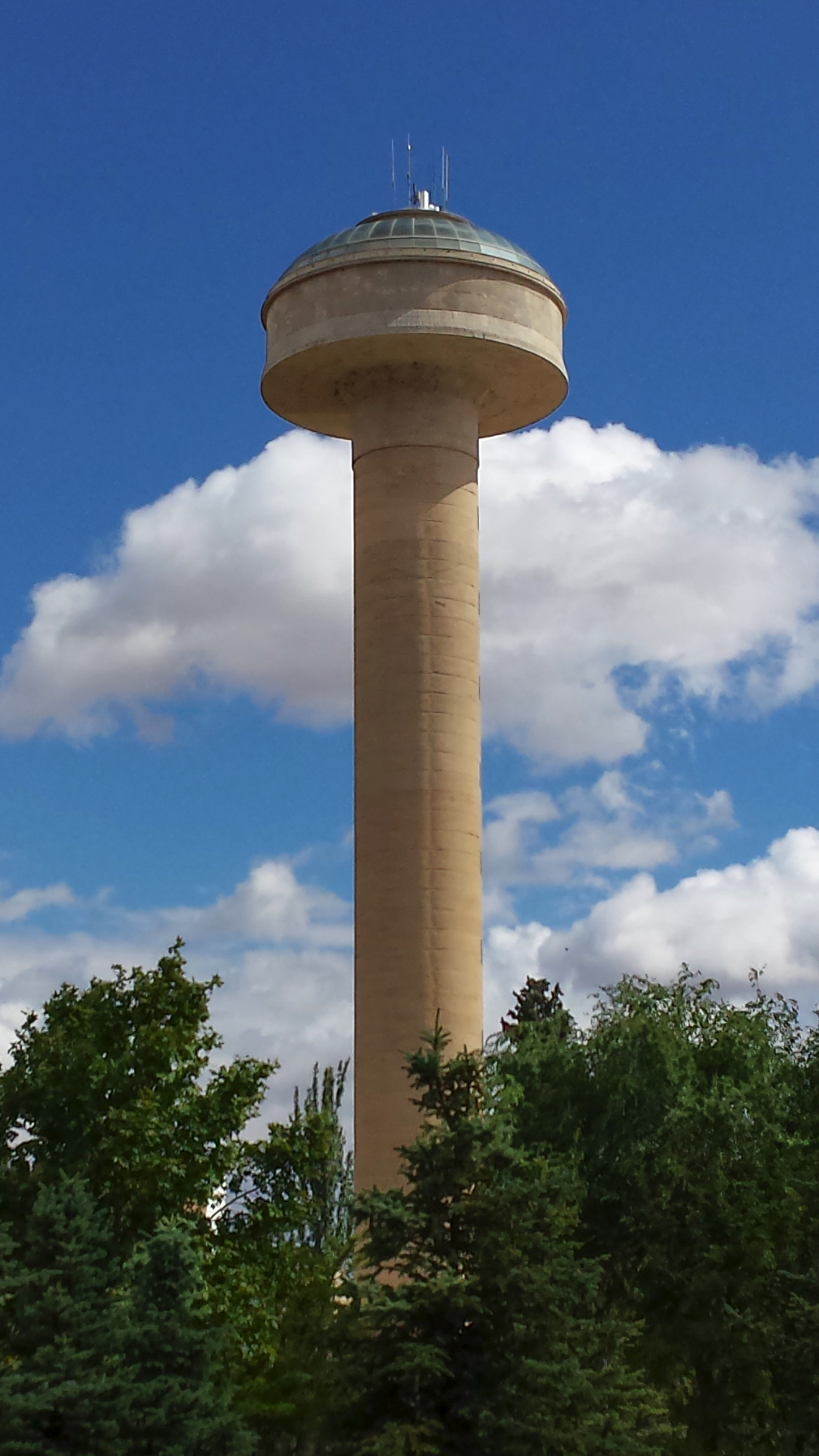
Depósito de la Fiesta del Árbol de Albacete

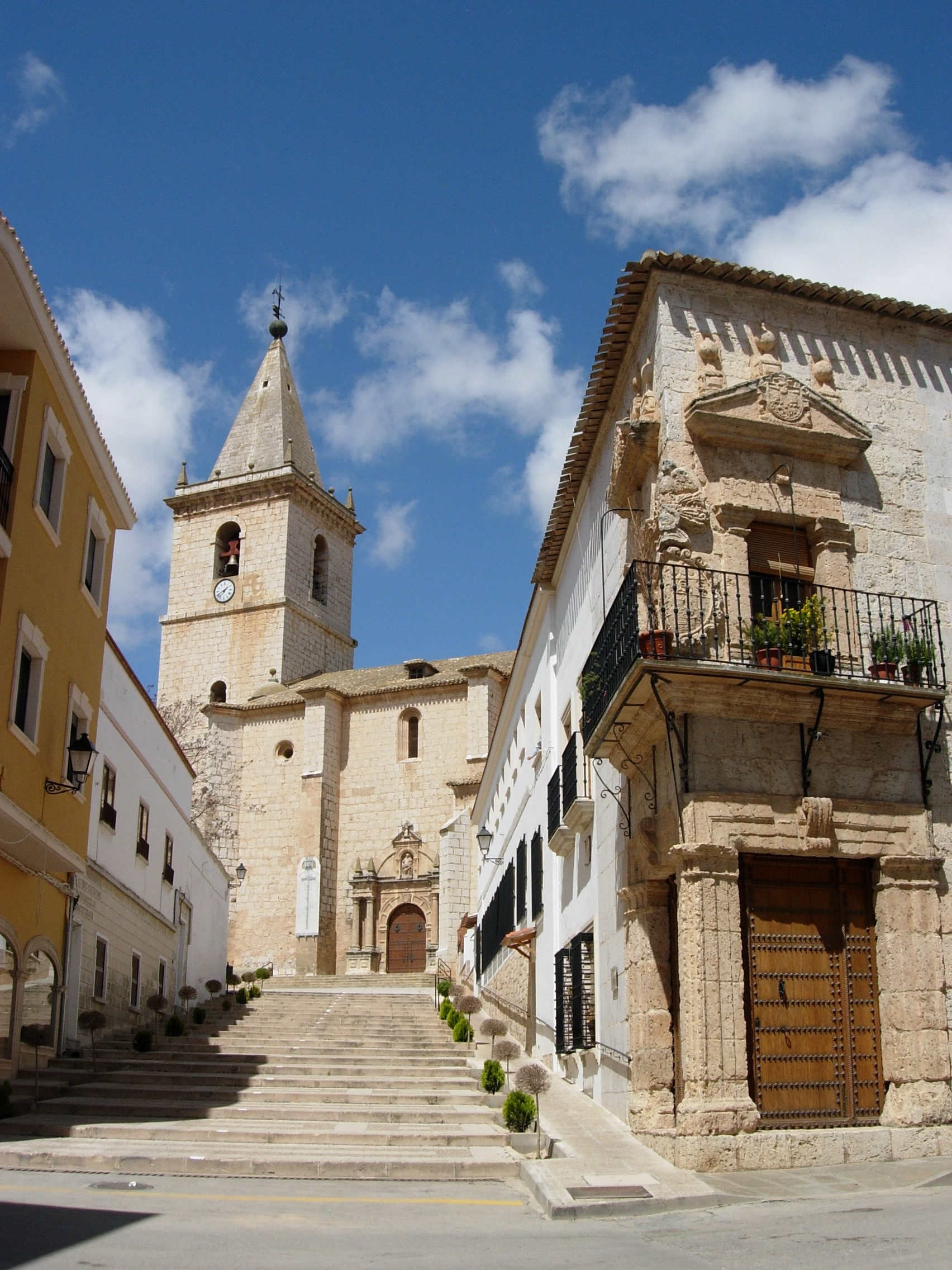
Vista de la calle Pedro Carrasco de La Roda

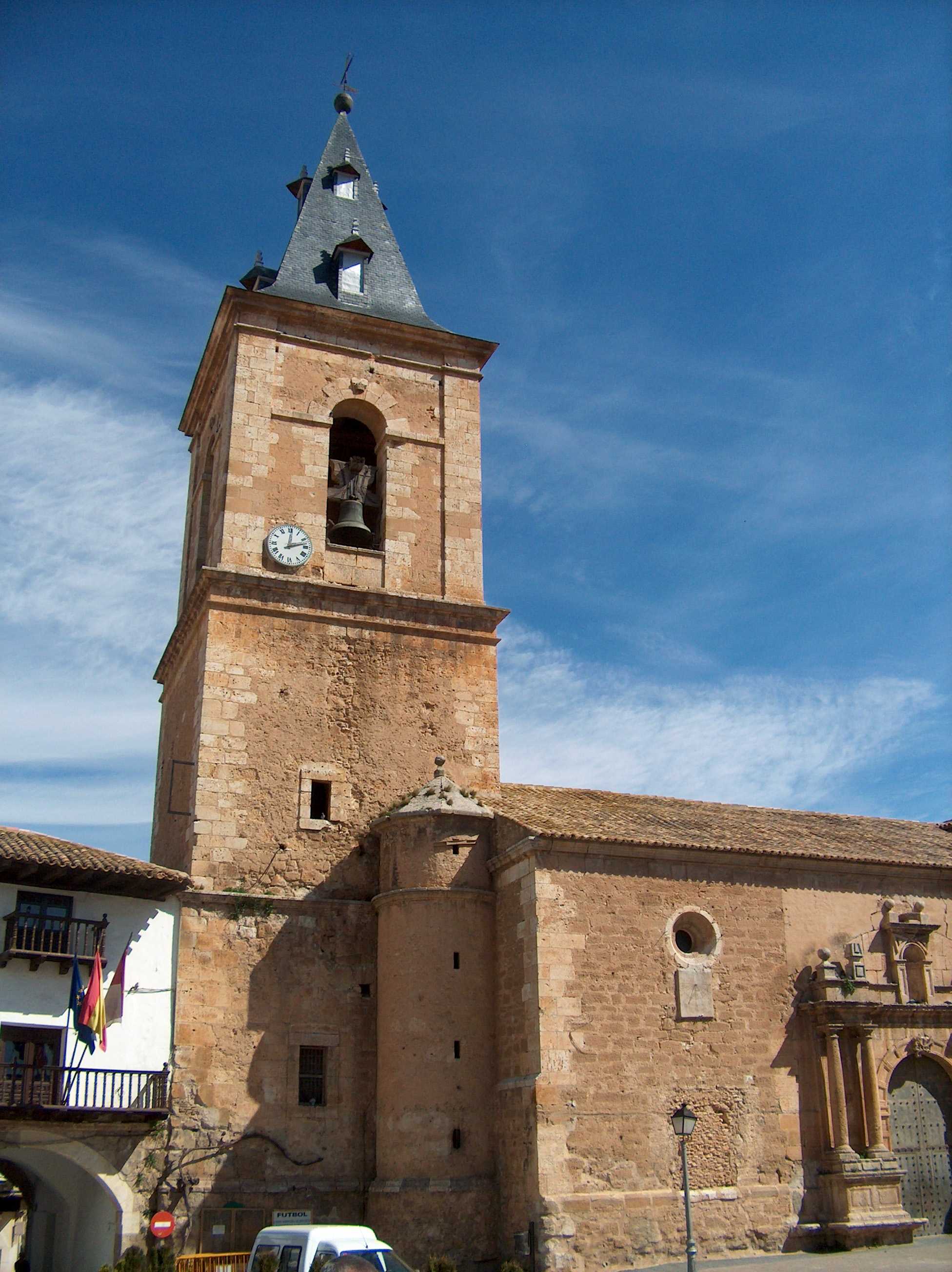
Iglesia de San Bartolomé de Tarazona de La Mancha

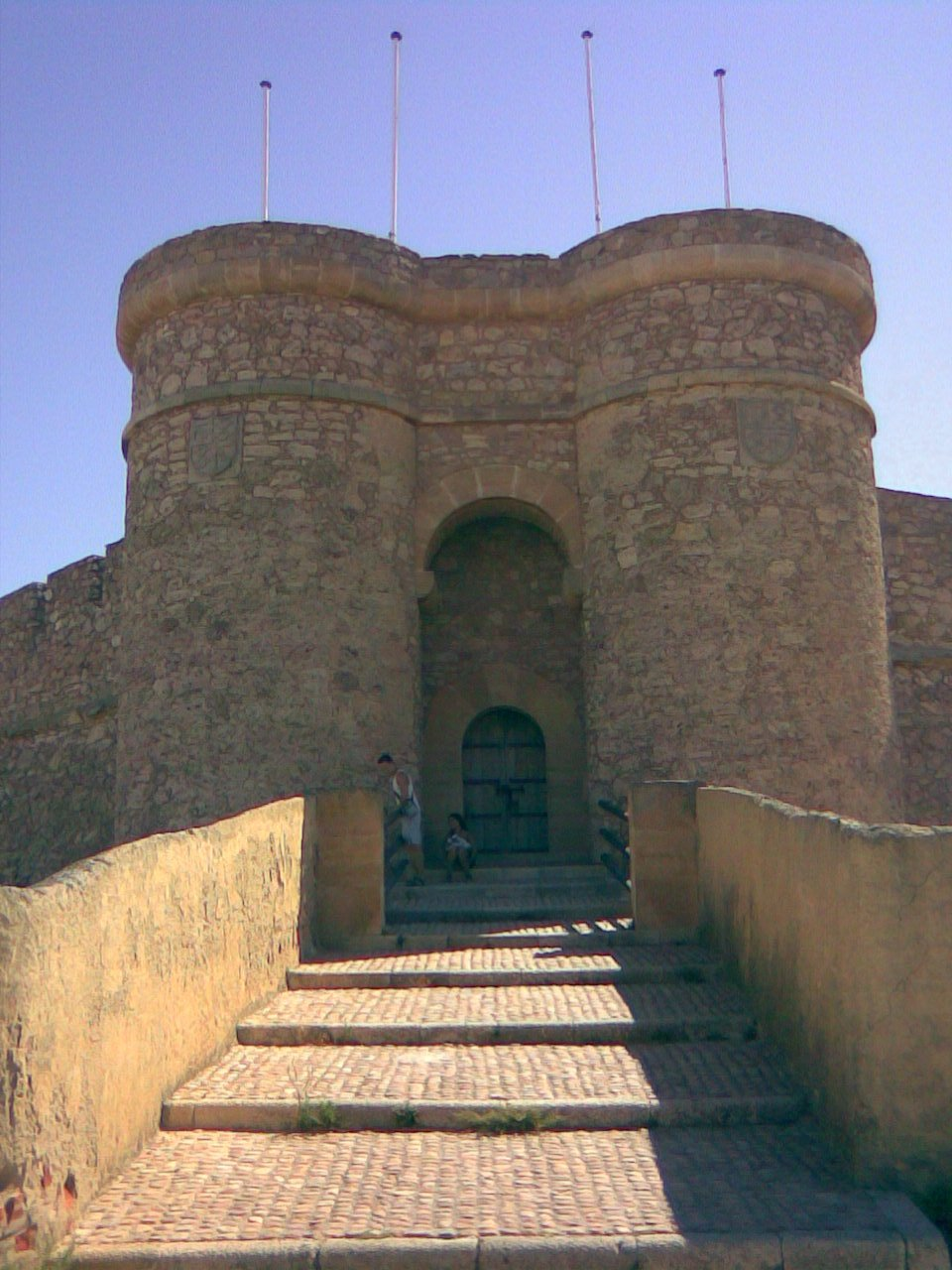
Vista del Castillo de Chinchilla de Montearagón

La ciudad de Albacete ha sufrido un constante crecimiento durante los siglos XIX, XX y XXI. Dicho crecimiento encuentra en la declaración como capital de la provincia de Albacete en 1833 y en la adquisición del rango de ciudad en 1862 dos exponentes claros. El gran crecimiento de la ciudad de Albacete se debió, en buena medida, al éxodo rural que nutría a la ciudad de población procedente sobre todo de municipios del resto de la provincia, así como de pueblos cercanos y de provincias limítrofes. De hecho, en el tercer cuarto del siglo XX, el gran crecimiento de la capital contrasta con el decrecimiento de la población provincial.
A finales de los años noventa del siglo XX y en la primera década del siglo XXI comenzó a registrarse, sin embargo, un cambio de tendencia en localidades periféricas de Albacete, para las que la influencia de la ciudad comenzó a atraer a las mismas población y puestos de trabajo, sin que Albacete dejara crecer tanto en población como en servicios.
A finales de los años 90 del siglo XX comenzaron a aparecer polígonos industriales a lo largo de la autovía de Alicante, tales como el de Torobizco en La Gineta y Camporrosso en Chinchilla de Monte-Aragón. Estos polígonos industriales se añadían a los ya existentes de El Salvador en La Roda y el parque empresarial de Campollano en Albacete. Además, a finales de esta década se empezó a gestionar el polígono industrial de Romica que se ha convertido desde entonces en la segunda zona industrial más importante de Albacete. Es por ello que desde distintos medios y estudios de la provincia se hablaba del eje o corredor de La Roda- La Gineta - Albacete -Chinchilla, o "Y albaceteña". La formación de este eje urbano e industrial se vio reforzada con la aparición posterior de urbanizaciones a lo largo del "eje" (Los Olivos en La Gineta y el proyecto de La Losilla en Chinchilla); la ampliación de la oferta industrial, también a lo largo del "eje" de la Autovía de Alicante (polígono Garysol en La Gineta, ampliación del parque empresarial de Campollano en Albacete, y polígono Los Molinos en Chinchilla); y la aparición de proyectos como el aeropuerto de carga privado de La Roda. A ello hay que añadir el crecimiento de la pedanía chinchillana de La Felipa, cercana a Albacete.
Durante la primera década del siglo XXI se produjo también una proliferación de polígonos industriales en los municipios del entorno de Albacete. Aparte de los nombrados, son ejemplos de dichos polígonos los de Romica, AJUSA y el aeronáutico en Albacete; y los de Balazote, Madrigueras, Montalvos y Barrax.
Durante el año 2006, la Junta de Comunidades de Castilla-La Mancha comenzó a trabajar en la creación de un Plan de Ordenación Territorial combinado con el Plan de Ordenación Municipal de Albacete que asentara un Área de Atracción Metropolitana que comprendiera a Albacete y los municipios que se encontraran en un radio de 30 kilómetros. Se prevé que dicha Área alcanzaría los 300.000 habitantes en 2020.

## Economía
Desde 1980 se ha multiplicado en el área metropolitana de Albacete el suelo destinado a industria. Si tradicionalmente la agroindustria ha sido el motor de desarrollo de la zona, durante los últimos 30 años la industria ha ido abarcando nuevos sectores y modernizándose. La distribución logística, la aeronáutica, las energías renovables, el aluminio, el sector automovilístico o la robótica, a los que hay que sumar la biomedicina, la automática o las tecnologías de la información.
El área metropolitana de Albacete cuenta con extensas zonas industriales fundamentalmente en torno a la ciudad de Albacete como el parque empresarial de Campollano o el polígono industrial de Romica, a los que hay que sumar los polígonos industriales de la Automoción (creado alrededor de la sede de AJUSA, cerca del Circuito de Velocidad), el Parque Aeronáutico y Logístico de Albacete (creado alrededor de la factoría y sede de Eurocopter en España y en las inmediaciones del Aeropuerto), y el Parque Científico y Tecnológico, a los que hay que sumar varios polígonos en municipios cercanos dentro del área metropolitana, donde se está produciendo una gran expansión industrial, muestra de ello son los polígonos industriales de Camporrosso o Los Molinos de Chinchilla de Monte-Aragón, los de Garysol o Torobizco en La Gineta, el Polígono del Salvador de La Roda, el del Villarejo de Madrigueras, el del Quijote de Mahora, el parque empresarial de Montalvos, los polígonos agroindustriales de Balazote o Tarazona de la Mancha, o el Polígono de Barrax, todos ellos a menos de 40 kilómetros de la ciudad de Albacete.

## Transporte

### Autovías y carreteras

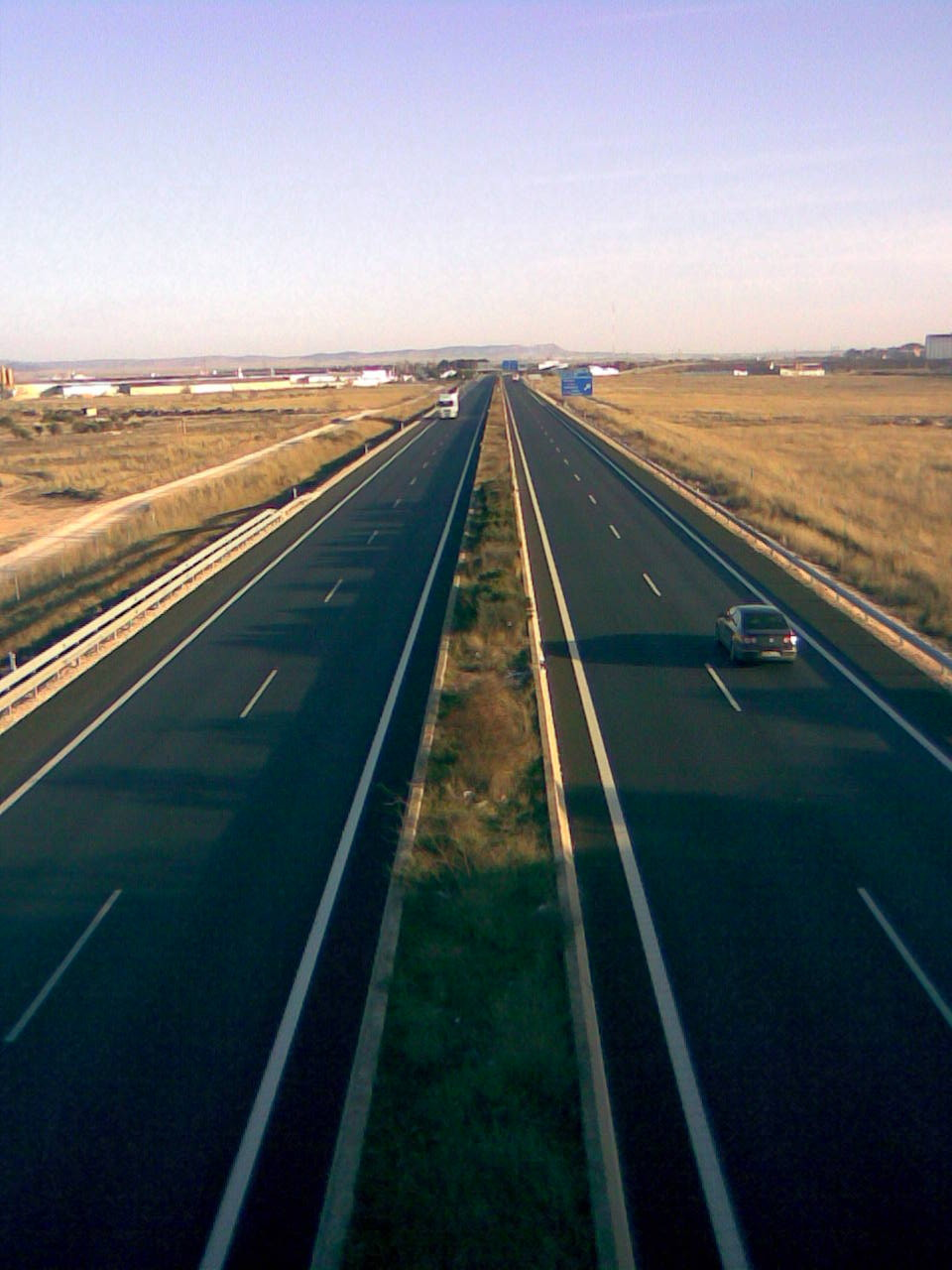
Imagen de la Autovía A-31 a su paso por la llanura de Albacete

Su estratégica situación a medio camino entre el centro peninsular, la zona de Levante y Andalucía, hace que el área metropolitana de Albacete acoja uno de los nudos de comunicaciones más importantes del sureste español, con autovías hacia Madrid, Valencia, Alicante, Toledo, Ciudad Real y Murcia (en pocos años también a Jaén, y a Teruel, vía Cuenca).
| Red de autovías que atraviesan el área metropolitana de Albacete                                                                           | Red de autovías que atraviesan el área metropolitana de Albacete | Red de autovías que atraviesan el área metropolitana de Albacete                                                                 | Red de autovías que atraviesan el área metropolitana de Albacete | Red de autovías que atraviesan el área metropolitana de Albacete |
| Identificador | Denominación                                                     | Itinerario | Conexiones viarias más importantes                               | Titularidad                                                      |
| --- | ---------------------------------------------------------------- | --- | ---------------------------------------------------------------- | ---------------------------------------------------------------- |
| A-30 | Autovía de Murcia                                                | Albacete - Tobarra - Hellín - Murcia - Cartagena                                                                                 | A-31 A-33 A-7                                                    | Estatal                                                          |
| A-31 | Autovía de Alicante                                              | Atalaya del Cañavate - Albacete - Almansa - Alicante                                                                             | A-30 A-32 AP-36 A-43 A-3 A-35 A-7 AP-7                           | Estatal                                                          |
| A-32 | Autovía Linares-Albacete                                         | Bailén - * - Linares - * - Alcaraz - Albacete                                                                                    | A-31 A-44 A-4                                                    | Estatal                                                          |
| * | Autovía de Los Llanos                                            | Autovía Linares-Albacete - * - Parque Aeronáutico y Logístico - * - Aeropuerto de Albacete - * - Maestranza Aérea - * - Albacete | CM-3203 N-301a A-32                                              | Autonómica                                                       |
| * | Autovía del Júcar                                                | Cuenca - * - Motilla del Palancar - * - Autovía del Este - * - Mahora - * - Polígono Industrial de Romica - * - Albacete         | N-322 A-3 N-320 A-40 N-420 N-400                                 | Autonómica                                                       |
| * | Ronda Norte de Albacete                                          | Autovía de Alicante - * - Parque Empresarial de Campollano - * - Polígono Industrial de Romica - * - N-322                       | N-322 A-31 Autovía del Júcar *                                   | Autonómica                                                       |
| Notas: * en construcción o proyecto, en negrita las localidades o lugares más importantes de la provincia de Albacete cercanas al trazado. |                                                                  | |                                                                  |                                                                  |

Otras carreteras
La zona donde se ubica el área metropolitana de Albacete es atravesada por otras carreteras que la comunican con otros núcleos de población.
| Red de carreteras que atraviesan el área metropolitana de Albacete                                     | Red de carreteras que atraviesan el área metropolitana de Albacete | Red de carreteras que atraviesan el área metropolitana de Albacete               | Red de carreteras que atraviesan el área metropolitana de Albacete |
| Identificador                                                                                          | Tipo de vía                                                        | Itinerario                                                                       | Titularidad                                                        |
| --- | ------------------------------------------------------------------ | -------------------------------------------------------------------------------- | ------------------------------------------------------------------ |
| N-301                                                                                                  | Carretera Nacional                                                 | Ocaña - Albacete - Murcia - Cartagena                                            | Estatal                                                            |
| N-322                                                                                                  | Carretera Nacional                                                 | Córdoba - Bailén - Albacete - Requena                                            | Estatal                                                            |
| N-430                                                                                                  | Carretera Nacional                                                 | Badajoz - Mérida - Ciudad Real - Albacete - Valencia                             | Estatal                                                            |
| CM-332                                                                                                 | Carretera Autonómica                                               | Albacete - Casas de Juan Núñez - Alatoz - Carcelén                               | Autonómica                                                         |
| CM-3203                                                                                                | Carretera Autonómica                                               | Albacete - Peñas de San Pedro - Alcadozo - Ayna - Elche de la Sierra             | Autonómica                                                         |
| CM-3218                                                                                                | Carretera Autonómica                                               | Circuito de Velocidad - Tinajeros - Valdeganga - Abengibre - Casas Ibáñez        | Autonómica                                                         |
| CM-3210                                                                                                | Carretera Autonómica                                               | Pozo Cañada - Campillo de las Doblas - Pozohondo                                 | Autonómica                                                         |
| A-17                                                                                                   | Carretera provincial                                               | El Salobral - Los Anguijes - CM-3203                                             | Provincial                                                         |
| A-2 | Carretera provincial                                               | Pozuelo - Argamasón - Santa Ana - N-322                                          | Provincial                                                         |
| C-12                                                                                                   | Carretera provincial                                               | Santa Ana - La Herrera                                                           | Provincial                                                         |
| CV-L6                                                                                                  | Carretera provincial                                               | Barrax - La Gineta                                                               | Provincial                                                         |
| AB-823                                                                                                 | Carretera provincial                                               | Motilleja - Club de Golf "Las Pinaillas" - Polígono Industrial de Romica - N-322 | Provincial                                                         |
| A-0-2                                                                                                  | Carretera provincial                                               | CM-3203 - Aeropuerto de Albacete - Aguas Nuevas - Santa Ana                      | Provincial                                                         |
| Notas: en negrita las localidades o lugares importantes del municipio de Albacete cercanas al trazado. |                                                                    |                                                                                  |                                                                    |

### Transporte público

#### Autobuses interurbanos
La extensa área metropolitana de Albacete cuenta con líneas regulares de autobuses que comunican la ciudad, desde la terminal de autobuses, con el resto de municipios. Actualmente, lasas líneas de transporte son las siguientes:
| Emisalba Líneas de autobuses interurbanos del área metropolitana de Albacete | Emisalba Líneas de autobuses interurbanos del área metropolitana de Albacete                                | Emisalba Líneas de autobuses interurbanos del área metropolitana de Albacete | Emisalba Líneas de autobuses interurbanos del área metropolitana de Albacete |
| Trayecto                                                                     | Recorrido y paradas                                                                                         | Horarios (Laborables)                                                        | Duración trayecto                                                            |
| ---------------------------------------------------------------------------- | --- | ---------------------------------------------------------------------------- | ---------------------------------------------------------------------------- |
| Estación de autobuses de Albacete - Aguas Nuevas                             | Recorrido (enlace roto disponible en Internet Archive; véase el historial, la primera versión y la última). | 12:45, 18:00                                                                 | 15 - 20 minutos                                                              |
| Estación de autobuses de Albacete - Argamasón                                | Recorrido (enlace roto disponible en Internet Archive; véase el historial, la primera versión y la última). | 14:30, 18:00 (sólo viernes)                                                  | 35 minutos                                                                   |
| Estación de autobuses de Albacete - El Salobral                              | Recorrido (enlace roto disponible en Internet Archive; véase el historial, la primera versión y la última). | 12:45, 18:00                                                                 | 20 minutos                                                                   |
| Estación de autobuses de Albacete - Los Anguijes                             | Recorrido (enlace roto disponible en Internet Archive; véase el historial, la primera versión y la última). | 12:45 (lunes y viernes)                                                      | 25 minutos                                                                   |
| Estación de autobuses de Albacete - Orán                                     | Recorrido (enlace roto disponible en Internet Archive; véase el historial, la primera versión y la última). | 16:00, 18:00                                                                 | 20 -22 minutos                                                               |
| Estación de autobuses de Albacete - Santa Ana                                | Recorrido (enlace roto disponible en Internet Archive; véase el historial, la primera versión y la última). | 14:30, 18:00 (viernes)                                                       | 25 minutos                                                                   |
| Estación de autobuses de Albacete - Tinajeros                                | Recorrido (enlace roto disponible en Internet Archive; véase el historial, la primera versión y la última). | 13:45, 19:00                                                                 | 20 minutos                                                                   |

#### Ferrocarriles

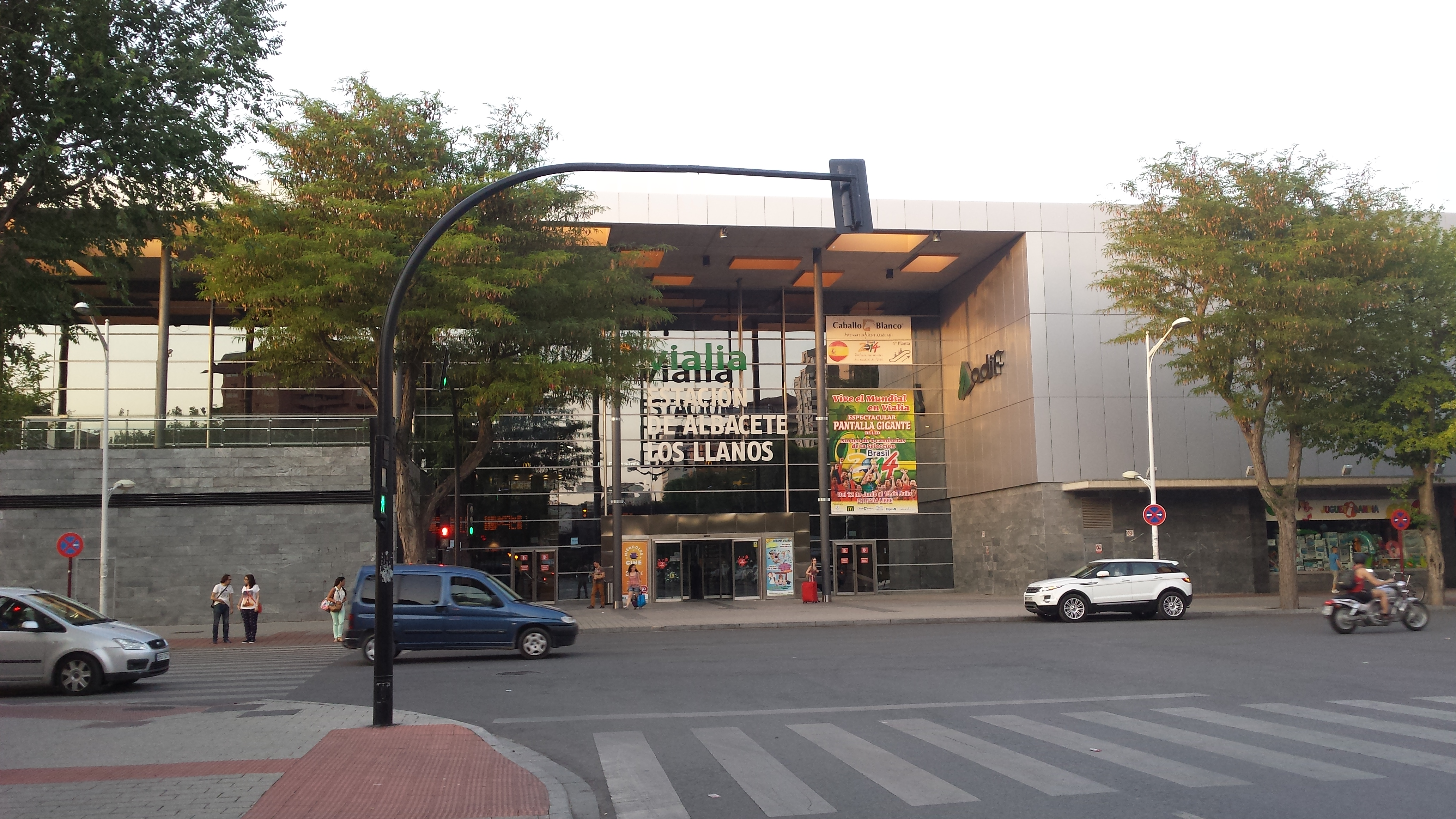
Vista de la Vialia Estación de Albacete-Los Llanos

El área metropolitana de Albacete también cuenta con una importante oferta ferroviaria, destacando la existencia de varias estaciones y los servicios de AVE que se ofrecen desde la nueva estación de ferrocarril de la capital.
Larga Distancia
Dispone de conexiones de larga distancia que la unen principalmente con Madrid mediante AVE y Alvia, con Alicante y el noroeste de la Península mediante Alvia, con Murcia y Cartagena mediante Altaria.
| tren  | destino | estaciones servidas | frecuencia                                                             | observaciones                                               |
| ----- | ------- | --- | ---------------------------------------------------------------------- | ----------------------------------------------------------- |
| Talgo | Águilas | Madrid-Chamartín ·Madrid-Atocha Cercanías · Alcázar de San Juan · Villarrobledo · Albacete-Los Llanos · Hellín · Murcia del Carmen · Alhama de Murcia · Totana · Lorca-Sutullena · Águilas | 1 tren cada viernes Madrid-Águilas; 1 tren cada domingo Águilas-Madrid | Desde 13 de julio de 2012 hasta el 16 de septiembre de 2012 |

Media Distancia
Media Distancia Renfe es una Unidad de Negocio y la denominación comercial de los servicios de trayectos medios de Renfe Operadora, empresa de ferrocarriles española. Son los trenes comúnmente conocidos como Regionales, que comunican puntos de una misma región entre sí o con la contigua. Algunas líneas pueden atravesar tres comunidades autónomas de forma puntual.
La red de Media Distancia está dividida en cinco zonas, siendo las que circulan por Albacete las líneas L y R, esta última en la zona C.
- Líneas L: Comunidad Valenciana, Región de Murcia y Castilla-La Mancha.
- Líneas R (Radiales desde Madrid), divididas en tres zonas:
  - Zona C: Comunidad de Madrid, Castilla-La Mancha y Extremadura.

Línea L
Son las líneas de Media Distancia que unen las ciudades del levante de la Comunidad Valenciana y la Región de Murcia con otras de Castilla-La Mancha o Aragón, entre ellas varias de la provincia de Albacete.
- Regional Expres (470)  (L-2 y L-3)
- Regional (596) (L-2 y L-3)
- MD 449 (L-2)

| línea | horario | recorrido                                                                   | estaciones |
| ----- | ------- | --------------------------------------------------------------------------- | --- |
| L2    | 45      | Alicante-Terminal - Albacete-Los Llanos - Alcázar de San Juan - Ciudad Real | Alicante-Terminal · Elda-Petrel · Villena · Almansa · Albacete-Los Llanos ·La Gineta · La Roda de Albacete· Minaya · Villarrobledo · Socuéllamos · Campo de Criptana · Alcázar de San Juan · Cinco Casas · Manzanares · Daimiel · Almagro · Ciudad Real-Central |
| L3    | 46      | Valencia-Norte - Albacete-Los Llanos - Alcázar de San Juan                  | Valencia-Norte · Játiva · Caudete · Villena · La Encina · Almansa · Albacete-Los Llanos · La Gineta · La Roda de Albacete · Minaya · Villarrobledo · Socuéllamos · Campo de Criptana · Alcázar de San Juan                                                      |

Líneas R
Son las líneas que unen puntos del centro de la península ibérica. Las líneas que transcurren por Albacete son las siguientes:
- Regional (todas)
- Regional Exprés (todas)
- MD 449 R-7

| línea | horario | recorrido                                                                         | estaciones |
| ----- | ------- | --------------------------------------------------------------------------------- | --- |
| R7    | 57      | Madrid-Puerta de Atocha - Alcázar de San Juan - Estación de Albacete - Los Llanos | Madrid-Puerta de Atocha · Aranjuez · Castillejo-Añover · Villasequilla · Tembleque · El Romeral · Villacañas · Quero · Alcázar de San Juan · Campo de Criptana · Socuéllamos · Villarrobledo · Minaya · La Roda · La Gineta · Albacete-Los Llanos |

#### Aeropuertos

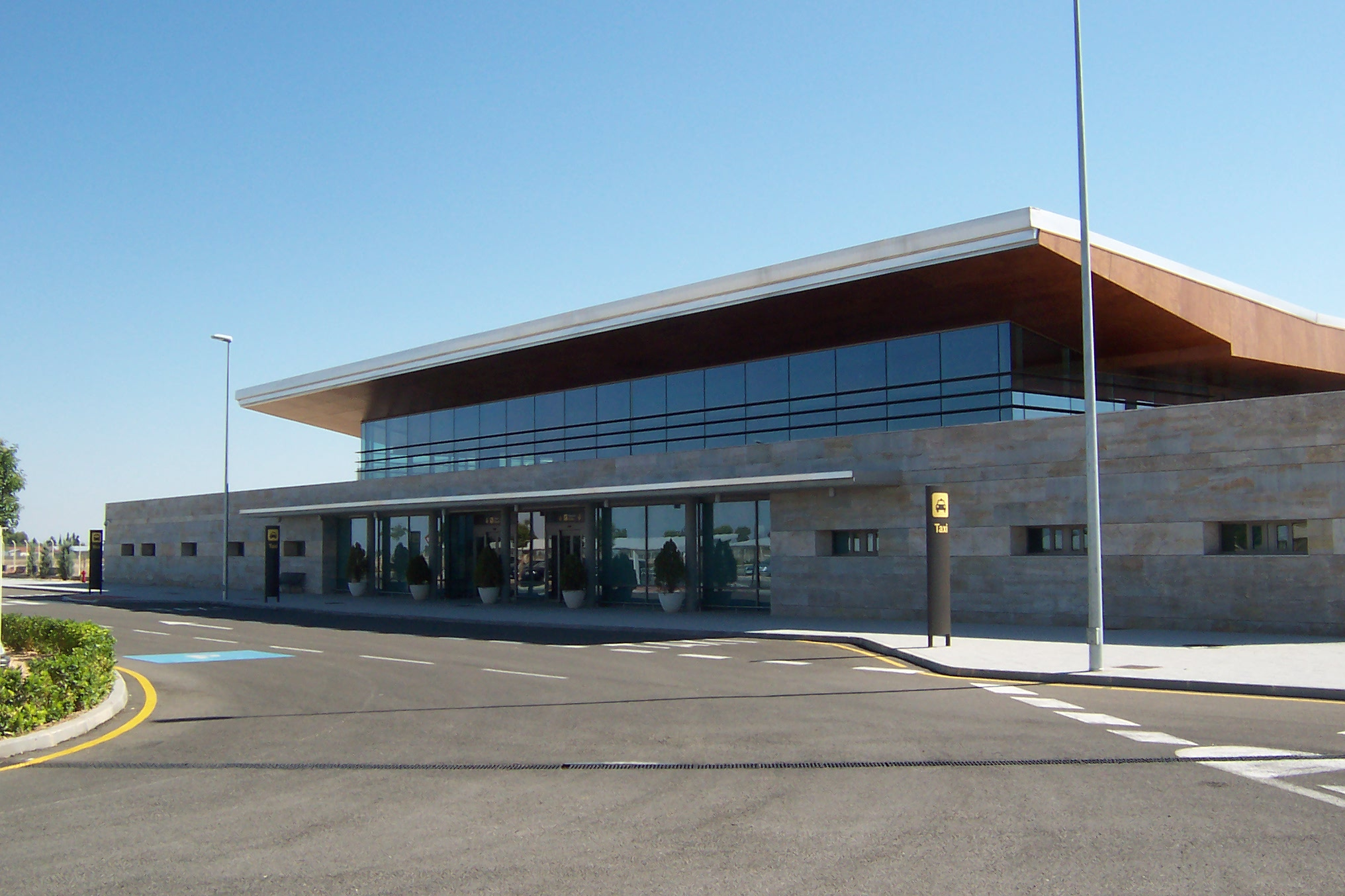
Terminal del Aeropuerto de Albacete

El Aeropuerto de Albacete (IATA: ABC, OACI: LEAB), gestionado por AENA, se encuentra a 3,9 kilómetros de la ciudad en dirección sur. Sus instalaciones se encuentran muy próximas a la Base Aérea de Los Llanos del Ejército del Aire, la Maestranza Aérea, y el Parque Aeronáutico y Logístico. Actualmente se accede a través de la carretera CM-3203, aunque ya está redactado el proyecto para el inicio de las obras de la futura Autovía de Los Llanos que lo conectará con la circunvalación sur de Albacete.
Está en proyecto la creación de un Aeropuerto de carga en la localidad de La Roda, que se completaría con una plataforma logística, y que contempla una pista de 4500 metros de longitud y 60 metros de ancho, más un área de estacionamiento de 200.000 metros cuadrados, una terminal de 36.000 metros cuadrados y una torre con control de 45 metros de alto para llegar, en una primera fase, a un tráfico de 325.000 toneladas anuales de carga, que se ampliarían cuando se encontrara a pleno rendimiento hasta las 750.000 toneladas anuales.

## Municipios
El área metropolitana de Albacete se compone de quince municipios situados a menos de treinta kilómetros de la capital, que ocupan una extensión de 3.314,40 kilómetros cuadrados.
|                           | Municipio                 | Superficie (km²) | Distancia a Albacete | Población (INE 2018) | Densidad (hab./km²) | Comarca                              |
| ------------------------- | ------------------------- | ---------------- | -------------------- | -------------------- | ------------------- | ------------------------------------ |
| Albacete                  | Albacete                  | 1.125,91         | -                    | 173.050              | 153,70              | Los Llanos                           |
| La Roda                   | La Roda                   | 398,79           | 29,3 km              | 15.515               | 38,91               | Mancha Alta Albaceteña               |
| Tarazona de la Mancha     | Tarazona de la Mancha     | 212,58           | 31,3 km              | 6.255                | 29,42               | La Mancha del Júcar-Centro           |
|                           | Madrigueras               | 73,31            | 27,4 km              | 4.665                | 63,63               | La Manchuela                         |
| Chinchilla de Montearagón | Chinchilla de Montearagón | 680,03           | 10,6 km              | 4.182                | 6,15                | Monte Ibérico-Corredor de Almansa    |
| Pozo Cañada               | Pozo Cañada               | 117,16           | 20,8 km              | 2.786                | 23,78               | Monte Ibérico-Corredor de Almansa    |
|                           | La Gineta                 | 136,75           | 11,7 km              | 2.448                | 17,90               | La Mancha del Júcar-Centro           |
| Balazote                  | Balazote                  | 65,15            | 28,9 km              | 2.360                | 36,22               | Sierra de Alcaraz y Campo de Montiel |
|                           | Valdeganga                | 70,76            | 21,1 km              | 1.943                | 27,46               | La Manchuela                         |
| Barrax                    | Barrax                    | 189,86           | 24,8 km              | 1.864                | 9,82                | La Mancha del Júcar-Centro           |
|                           | Mahora                    | 108,14           | 24,1 km              | 1.359                | 12,57               | La Manchuela                         |
|                           | Motilleja                 | 23,82            | 21,6 km              | 548                  | 23,01               | La Manchuela                         |
|                           | La Herrera                | 63,4             | 20,1 km              | 349                  | 5,50                | Sierra de Alcaraz y Campo de Montiel |
|                           | Fuensanta                 | 23,96            | 37,5 km              | 297                  | 12,40               | La Mancha del Júcar-Centro           |
| Montalvos                 | Montalvos                 | 24,78            | 20,4 km              | 96                   | 3,87                | La Mancha del Júcar-Centro           |
|                           | TOTAL                     | 3.314,40         | -                    | 217.717              | 65,69               |                                      |